# Montbazin
Montbazin település Franciaországban, Hérault megyében. Lakosainak száma 2903 fő (2022. január 1.). Montbazin Aumelas, Cournonsec, Cournonterral, Gigean, Poussan és Villeveyrac községekkel határos.

## Népesség
A település népességének változása:
| Lakosok száma | 1041 | 1377 | 2062 | 2711 | 2937 | 2999 | 2952 | 2934 | 2933 | 2903 |
|               | 1968 | 1982 | 1990 | 2006 | 2013 | 2015 | 2017 | 2019 | 2020 | 2022 |